# Sorin Oprescu

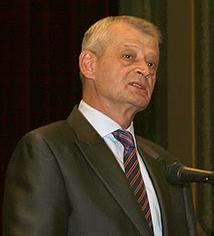
Sorin Oprescu

Sorin Mircea Oprescu (* 7. November 1951 in Bukarest) ist ein rumänischer Arzt und Politiker. Er war von 2008 bis 2015 Oberbürgermeister von Bukarest.

## Leben
Oprescu studierte von 1973 bis 1978 in Bukarest Medizin und wurde Chirurg. 1981 promovierte er. Er begann eine akademische Laufbahn und ist seit dem Jahr 2000 Professor an der Medizinischen und Pharmazeutischen Universität Carol Davila in Bukarest.
In den 1990er Jahren wurde er zunächst gesundheitspolitisch tätig. 1992/93 war er Berater des Gesundheitsministeriums, von 1996 bis 2000 des Bukarester Bürgermeisteramtes.
Seit 2000 ist Oprescu auch parteipolitisch aktiv; für die Partidul Social Democrat (PSD, bis 2001 Partidul Democrației Sociale in România, PDSR) war er von 2000 bis 2004 und von 2005 bis 2008 Abgeordneter des Senats. Während dieser Perioden amtierte er als Vizepräsident der Gesundheitskommission des Senats. Vorübergehend bekleidete Oprescu auch höhere Parteifunktionen, so z. B. als PSD-Vorsitzender in Bukarest sowie als Vizepräsident der Gesamtpartei.
Im Frühjahr 2008 plante Oprescu seine Kandidatur für das Amt des Oberbürgermeisters der Stadt Bukarest, unterlag jedoch in einer parteiinternen Abstimmung einem Gegenkandidaten. Daraufhin trat Oprescu aus der PSD aus und kandidierte als parteiloser Bewerber. In der Stichwahl konnte er Vasile Blaga, den Kandidaten der PD-L, besiegen und wurde Oberbürgermeister der rumänischen Hauptstadt.
Oprescu kandidierte bei den Präsidentschaftswahlen am 22. November 2009, wobei er erneut als Unabhängiger antrat. Ihm wurden zunächst Chancen eingeräumt, die Stichwahl zu erreichen und in dieser den bisherigen Amtsinhaber Traian Băsescu zu bezwingen. Letztlich errang Oprescu jedoch nur 3 % der Stimmen und verfehlte somit sein Wahlziel deutlich.
2012 kandidierte Oprescu erneut für das Amt des Oberbürgermeisters. Mit Unterstützung des neu gegründeten sozial-liberalen Parteienbündnisses USL erhielt Oprescu im Juni 2012 im ersten Wahlgang 56,67 % der abgegebenen Stimmen und wurde somit zum zweiten Mal Oberbürgermeister Bukarests.
Am 15. September 2015 wurde Oprescu seines Amtes enthoben. Die nach einer Anklage wegen Bestechlichkeit verhängte Untersuchungshaft gegen ihn war am Vortag rechtskräftig geworden. Er wird beschuldigt, Schmiergeld für bevorzugte Vergabe öffentlicher Aufträge genommen zu haben.